# الخطوط الجوية الماليزية

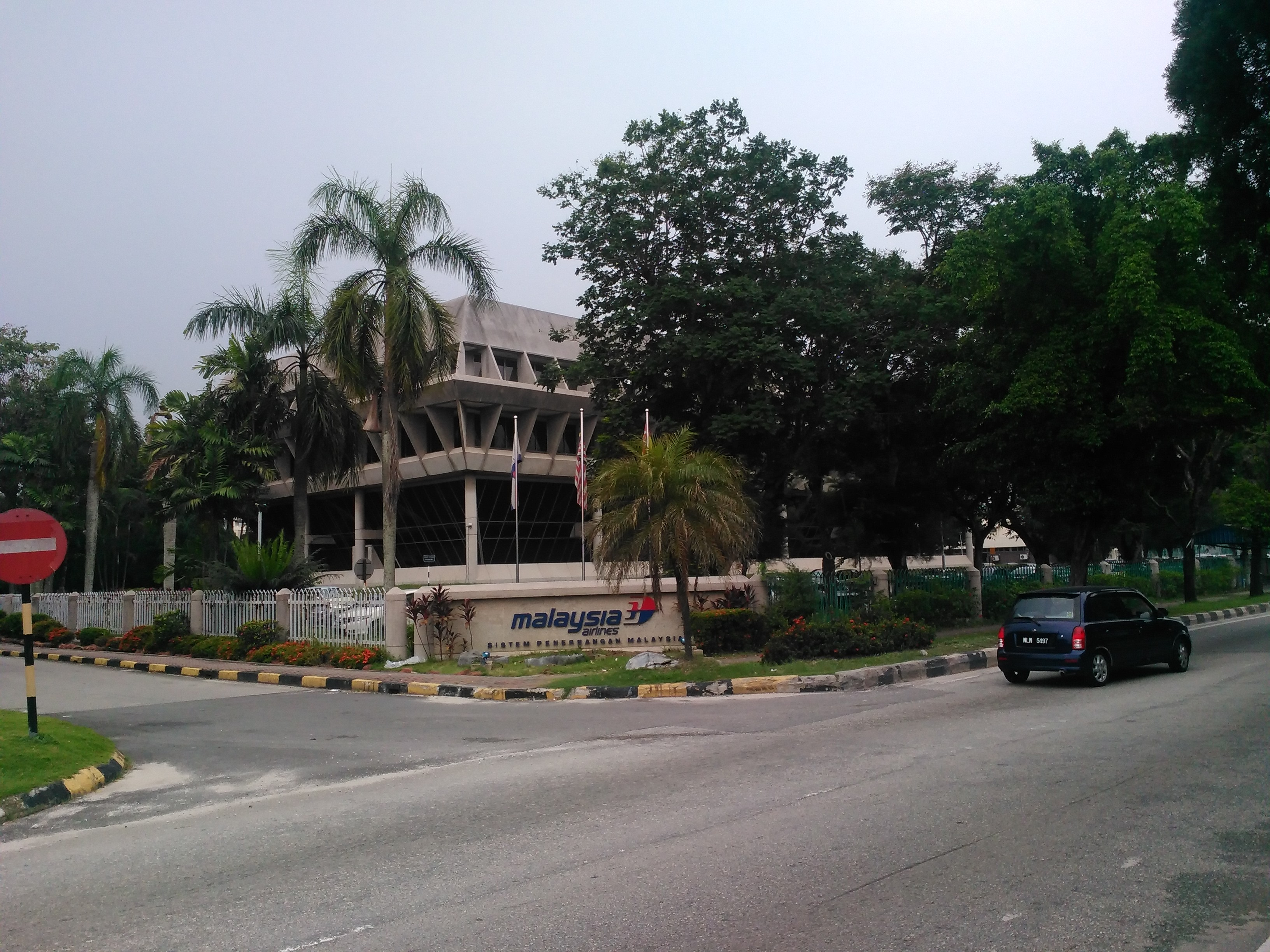
Malaysia Airlines head office

الخطوط الجوية الماليزية (بالملاوية: Penerbangan Malaysia) هي شركة الطيران الوطنية الماليزية، يقع المقر الرئيسي للشركة في العاصمة كوالا لمبور، وتتخذ من مطار كوالا لمبور الدولي مركزاً لعملياتها، تقدم الخطوط الجوية الماليزية خدماتها لأكثر من 85 وجهة في آسيا، أوروبا، الشرق الأوسط، أستراليا وأمريكا الشمالية، تأسست الشركة عام 1947 وكانت في ذلك الوقت عبارة عن شركة طيران مشتركة بين كل من سنغافورة، ماليزيا وكانت تسمى باسم الخطوط الجوية الماليزية السنغافورية، واستمرت بهذا الاسم إلى عام 1963 حيث تغير اسمها إلى الخطوط الجوية الماليزية، تمت إعادة هيكلة الشركة عام 2006، وللشركة وجود قوي في جنوب شرق آسيا.

## حوادث
يعد العام 2014 اسوأ الاعوام في تاريخ الخطوط الجوية الماليزية حيث فقد الاتصال بالرحلة 370 الخطوط الجوية الماليزية الرحلة 370 في مطلع العام 2014 و بعد هذه الحادثة وتحديداً في يوم 17 يوليو 2014 اسقطت الرحلة رقم MH17 فوق الأجواء الاوكرانيه وانباء تؤكد انها بفعل فاعل.

## وصلات خارجية
- الموقع الرسمي للشركة (بالإنجليزية)
- تفاصيل أسطول الخطوط الجوية الماليزية (بالإنجليزية)